# Davon Godchaux
Davon Montel Godchaux (Plaquemine, 11 novembre 1994) è un giocatore di football americano statunitense che milita nel ruolo di defensive tackle per i New England Patriots della National Football League  (NFL).

## Carriera

### Miami Dolphins
Tankersley al college giocò a football con gli LSU Tigers dal 2014 al 2016. Fu scelto nel corso del quinto giro (158º assoluto) del Draft NFL 2017 dai Miami Dolphins. Debuttò come professionista subentrando nella gara del secondo turno contro i Los Angeles Rams mettendo a segno 2 tackle. La settimana successiva disputò la prima gara come titolare contro i New York Jets

### New England Patriots
Il 16 marzo 2021 Godchaux firmò un contratto biennale da 16 milioni di dollari con i New England Patriots.